# Aleksandr Wołkow (tenisista)
Aleksandr Władimirowicz Wołkow, ros. Александр Владимирович Волков (ur. 3 marca 1967 w Królewcu, zm. 19 października 2019 tamże) – rosyjski tenisista, reprezentant w Pucharze Davisa, olimpijczyk.

## Kariera tenisowa
Jako zawodowy tenisista Wołkow występował w latach 1988–1998.
Leworęczny, z bekhendem oburęcznym, Wołkow grał tenis urozmaicony, z ekstremalnymi rotacjami i opóźnianymi uderzeniami.
W 1989 roku awansował do finału zawodów rangi ATP World Tour w Mediolanie, gdzie pokonał m.in. Jakoba Hlaska, a przegrał z Borisem Beckerem.
W 1990 roku osiągnął kolejne dwa finały, w Rosmalen uległ Amosowi Mansdorfowi, a w Berlinie poniósł porażkę z Ronaldem Agénorem. Tego roku w 1. rundzie wielkoszlemowego US Open wyeliminował lidera rankingu Stefana Edberga.
W 1991 roku Wołkow odniósł pierwsze turniejowe zwycięstwo rangi ATP World Tour, w Mediolanie pokonał Włocha Cristiana Carattiego. W 4. rundzie Wimbledonu przegrał z Michaelem Stichem, który później triumfował w turnieju (w piątym secie, przy punkcie, który mógł dać Wołkowowi dwa meczbole przy jego serwisie, piłka zawadziła o taśmę i zmieniła tor lotu, co stojącemu przy siatce Rosjaninowi uniemożliwiło reakcję).
W 1992 roku Rosjanin był w trzech finałach ATP World Tour i ćwierćfinale US Open, pokonał m.in. Gorana Ivaniševicia.
W sezonie 1993 Wołkow wygrał turniej w Auckland po finale z MaliVaim Washingtonem, następnie był w półfinale zawodów kategorii ATP Super 9 w Indian Wells, a we wrześniu doszedł do półfinału US Open, eliminując m.in. Thomasa Mustera po wybronieniu piłki meczowej, natomiast uległ Pete’owi Samprasowi.
W sezonach 1992 i 1993 wystąpił w Pucharze Wielkiego Szlema, ale odpadał w 1. rundzie.
W 1994 Wołkow wygrał turniej w Moskwie po finale z Chuckiem Adamsem i był w finale w Adelaide, gdzie poniósł porażkę z Jewgienijem Kafielnikowem.
Ostatni finał turnieju ATP World Tour Wołkow osiągnął w 1997 roku w Szanghaju, przegrywając z Jánem Krošlákiem.
W grze podwójnej zaliczył trzy finały turniejowe.
Reprezentował ZSRR, Wspólnotę Niepodległych Państw i Rosję w Pucharze Davisa, debiutował w 1986 roku w meczu z Indiami, a ostatni występ zaliczył w 1998 roku z Japonią. W 1994 roku przyczynił się do awansu Rosji do finału Pucharu Davisa, pokonując w kolejnych rundach m.in. Patricka Raftera i Michaela Sticha. W meczu finałowym ze Szwedami przegrał zarówno ze Stefanem Edbergiem, jak i Magnusem Larssonem.
W 1988 roku wystąpił na igrzyskach olimpijskich w Seulu, jednak odpadł z rywalizacji singlowej w 1. rundzie po przegranej z Carlem-Uwe Steebem.
W rankingu gry pojedynczej Wołkow najwyżej był na 14. miejscu (23 sierpnia 1993), a w klasyfikacji gry podwójnej na 136. pozycji (9 października 1989).

### Finały w turniejach ATP World Tour
| Nazwa                        |
| ---------------------------- |
| Wielki Szlem                 |
| Igrzyska olimpijskie         |
| ATP Tour World Championships |
| ATP Super 9                  |
| ATP Championship Series      |
| ATP World Series             |

#### Gra pojedyncza (3–8)
| Końcowy wynik | Nr | Data                 | Turniej      | Nawierzchnia    | Przeciwnik            | Wynik finału     |
| ------------- | -- | -------------------- | ------------ | --------------- | --------------------- | ---------------- |
| Finalista     | 1. | 19 lutego 1989       | Mediolan     | Dywanowa (hala) | Boris Becker          | 1:6, 2:6         |
| Finalista     | 2. | 17 czerwca 1990      | Rosmalen     | Trawiasta       | Amos Mansdorf         | 3:6, 6:7         |
| Finalista     | 3. | 14 października 1990 | Berlin       | Dywanowa (hala) | Ronald Agénor         | 6:4, 4:6, 6:7    |
| Zwycięzca     | 1. | 10 lutego 1991       | Mediolan     | Dywanowa (hala) | Cristiano Caratti     | 6:1, 7:5         |
| Finalista     | 4. | 5 stycznia 1992      | Wellington   | Twarda          | Jeff Tarango          | 1:6, 0:6, 3:6    |
| Finalista     | 5. | 1 marca 1992         | Rotterdam    | Dywanowa (hala) | Boris Becker          | 6:7(9), 6:4, 2:6 |
| Finalista     | 6. | 5 kwietnia 1992      | Johannesburg | Twarda          | Aaron Krickstein      | 4:6, 4:6         |
| Zwycięzca     | 2. | 17 stycznia 1993     | Auckland     | Twarda          | MaliVai Washington    | 7:6(2), 6:4      |
| Finalista     | 7. | 9 stycznia 1994      | Adelaide     | Twarda          | Jewgienij Kafielnikow | 4:6, 3:6         |
| Zwycięzca     | 3. | 13 listopada 1994    | Moskwa       | Dywanowa (hala) | Chuck Adams           | 6:2, 6:4         |
| Finalista     | 8. | 2 lutego 1997        | Szanghaj     | Dywanowa (hala) | Ján Krošlák           | 2:6, 6:7(2)      |

#### Gra podwójna (0–3)
| Końcowy wynik | Nr | Data              | Turniej     | Nawierzchnia    | Partner           | Przeciwnicy                     | Wynik finału |
| ------------- | -- | ----------------- | ----------- | --------------- | ----------------- | ------------------------------- | ------------ |
| Finalista     | 1. | 10 listopada 1991 | Moskwa      | Dywanowa (hala) | Andriej Czerkasow | Eric Jelen Carl-Uwe Steeb       | 4:6, 6:7     |
| Finalista     | 2. | 17 stycznia 1993  | Auckland    | Twarda          | Alex Antonitsch   | Grant Connell Patrick Galbraith | 3:6, 6:7     |
| Finalista     | 3. | 25 sierpnia 1996  | Long Island | Twarda          | Hendrik Dreekmann | Luke Jensen Murphy Jensen       | 3:6, 6:7     |